# Proto-värld
Proto-värld eller proto-världsspråket kallas den hypotetiska gemensamma förfadern till alla språk som talas i världen idag. Detta språk kan ha talats för kanske 50 000 till 200 000 år sedan, innan Homo sapiens spred sig över jorden och de olika språkfamiljer som talas idag efterhand utvecklades. De flesta, men inte alla, historiska lingvister ser det som ett helt omöjligt och orimligt företag att försöka rekonstruera något som ligger så långt tillbaka i historien. Om språket faktiskt har funnits, om språket går att belägga, och om språket går att rekonstruera, är tre separata frågeställningar.
Proto-värld behöver inte vara det första språk som någonsin talades. Människans förfäder har sannolikt haft någon form av språk under betydligt längre tid.
Att språk har uppstått en gång i tiden följer av att människan härstammar från apliknande förfäder utan språk. Existensen av proto-värld kopplas ofta samman med monogenesteorin, att det mänskliga språket skulle ha uppstått vid ett enda tillfälle på en enda plats. Detta är dock inte nödvändigt. Språkets monogenes är brett accepterad bland lingvister, och ur monogenes följer existensen av proto-värld, men även om språkets yttersta ursprung är polygenetiskt kan alla nu levande språk ändå ha en enda gemensam förfader, proto-värld, förutsatt att alla ursprungliga språkstammar utom en har dött ut.

## Rekonstruktion av proto-värld
Vissa försök har gjorts att identifiera ord som är gemensamma i många av världens språkfamiljer, och som därför skulle kunna härröra från proto-värld. På senare år har bland andra forskaren Merritt Ruhlen arbetat med problemet. Nedan följer några av hans rekonstruktioner (Symbolen V står för godtycklig vokal.):
| Språk                 | Vem?   | Vad?  | Två     | Vatten  | Ett/Finger | Arm-1 | Arm-2     | Böja/Knä | Hår   | Vagina/Vulva | Lukta/Näsa |
| --------------------- | ------ | ----- | ------- | ------- | ---------- | ----- | --------- | -------- | ----- | ------------ | ---------- |
| Khoisanspråk          | !kū    | ma    | /kam    | k´´a    | //kɔnu     | //kū  | ≠hā       | //gom    | /´u   | !kwai        | ĉ'u        |
| Nilo-sahariska språk  | na     | de    | ball    | nki     | tok        | kani  | boko      | kutu     | sum   | buti         | ĉona       |
| Niger-Kongospråk      | nani   | ni    | bala    | engi    | dike       | kono  | boko      | boŋgo    |       | butu         |            |
| Afroasiatiska språk   | k(w)   | ma    | bwVr    | ak’wa   | tak        | ganA  |           | bunqe    | somm  | put          | suna       |
| Sydkaukasiska språk   | min    | ma    | yor     | rts/q'a | ert        | t'ot' | qe        | muql     | toma  | put´         | sun        |
| Dravidiska språk      | yāv    | yā    | irantu  | nīru    | birelu     | kaŋ   | kay       | menda    | pūta  | počču        | ĉuntu      |
| Eurasiatiska språk    | kwi    | mi    | pālā    | akwa    | tik        | konV  | bhāghu(s) | bük(ä)   | punče | p'ut'V       | snā        |
| Dene-Kaukasiska språk | kwi    | ma    | gnyis   | ʔoχwa   | tok        | kan   | boq       | pjut     | tshām | put´i        | suŋ        |
| Austriska språk       | o-ko-e | m-anu | ʔ(m)bar | namaw   | ntoʔ       | xeen  | baγa      | buku     | śyām  | betik        | ijun       |
| Indo-pacifiska språk  |        | mina  | boula   | okho    | dik        | akan  | ben       | buku     | utu   |              | sinna      |
| Australiska språk     | ŋaani  | minha | bula    | gugu    | kuman      | mala  | pajing    | buŋku    |       | puda         | mura       |
| Amerindiska språk     | kune   | mana  | p'āl    | akwā    | dik'i      | kano  | boko      | buka     | summe | butie        | ĉuna)      |

Några av de indoeuropeiska ord som postuleras komma från ord i den här tabellen är qui (latin), who (engelska), aqua (latin), digit (engelska), båge, böja (svenska), och fitta (svenska).
Utifrån de här överensstämmelserna mellan språkfamiljer har Merritt Ruhlen rekonstruerat tänkta ord i proto-värld-språket:
- Ku = Vem?
- Ma = Vad?
- Pal = Två
- Akwa = Vatten
- Kw = Dricka
- Kway = Våt
- Tik = Finger, Tå, Ett
- KanV = Arm
- Bungn = Knä, böja
- Sum = Hår
- PutV = Vulva, Vagina
- Cuna = Näsa, lukta

## Kritik
Rent statistiskt, om man jämför tillräckligt många ord mellan tillräckligt många språk, går det alltid att finna ett antal ord som av en ren slump är likaljudande och likabetydande i två språk, utan att detta beror på, eller bevisar, släktskap mellan språken. Rena tillfälligheter, eller lån, kan ligga bakom likheter. Det har inte visats att den föreslagna proto-världordlistan består av mer än sådana sammanträffanden.
Det är inte en självklarhet att det måste ha funnits ett enda ursprung till världens talade språk. Men, bortsett från konstgjorda språk finns det inga talade språk som utvecklats oberoende av andra. Bland teckenspråk finns dock flera som utvecklats självständigt, bland annat sju bara i Tanzania. Åtminstone ett, nicaraguanskt teckenspråk, utvecklades av döva barn som inte hade något annat språk. Detta var inte en helt spontan språkutveckling eftersom deras familjer och lärare gjort försök att kommunicera med barnen och de därför var tränade i kommunikation.